# Ngài ở đâu, thưa tướng quân?
"Ngài ở đâu, thưa tướng quân?" (tiếng Hàn: 어디에 계십니까 그리운 장군님) là một bài hát Bắc Triều Tiên, được cho là do Kim Jong-il viết. Kể từ những năm 2008, bài hát đã được phát qua loa phóng thanh của Bình Nhưỡng vào mỗi buổi sáng làm chuông báo thức.

## Lịch sử
Bài hát được sáng tác làm nhạc nền cho vở opera cách mạng năm 1971 Đứa con gái chân chính của Đảng (tiếng Hàn: 당의 참된 딸). Người sáng tác bài hát được cho là cựu lãnh đạo tối cao Triều Tiên Kim Jong-il. Vở nhạc lấy bối cảnh sự kiện Chiến tranh Triều Tiên với nữ y tá quân đội Kang Yeon-ok (tiếng Hàn: 강연옥) là nhân vật chính. "Ngài ở đâu, thưa tướng quân?" được trình diễn ở phần cao trào của vở opera, khi Kang đưa tin tình báo quân sự đến trụ sở chính của Triều Tiên. Trong bài hát, Kang thể hiện ước mơ cả đời của cô là gặp nhà lãnh đạo vĩ đại, "vị tướng kính yêu" Kim Nhật Thành. Trang web tuyên truyền của Triều Tiên DPRK Today đã mô tả bài hát là một "kiệt tác cổ điển bất hủ" (tiếng Hàn: 불후의 고전적명작). Bài hát cũng được các dàn hợp xướng chính thức biểu diễn thường xuyên và phát sóng trên truyền hình Bắc Triều Tiên.

## Sử dụng hiện nay
Bản hát lại bài hát của Dàn nhạc Điện tử Pochonbo được phát mỗi sáng tại thủ đô Bình Nhưỡng, Triều Tiên lúc 6 giờ thông qua một hệ thống loa phóng thanh. Khách du lịch đến thăm Bình Nhưỡng cho biết việc này đã xảy ra hàng ngày kể từ khoảng những năm 2008. Người ta cho rằng bài hát được phát sóng trên toàn thành phố và đóng vai trò như một chiếc đồng hồ báo thức buổi sáng. Nhà văn Travis Jeppesen – trong cuốn sách See You Again in Pyongyang xuất bản năm 2018, kể về chuyến đi của ông ở Bắc Triều Tiên – đã mô tả âm thanh của "Ngài ở đâu, thưa Tướng quân?" qua loa phóng thanh Bình Nhưỡng giống như một "synthesizer cổ", chẳng hạn như một chiếc theremin. Những người khác thì mô tả âm thanh "bị bóp méo nặng và khó nhận ra" bài hát gốc.